# Mariakapel (Grubbenvorst, St. Jansweg)

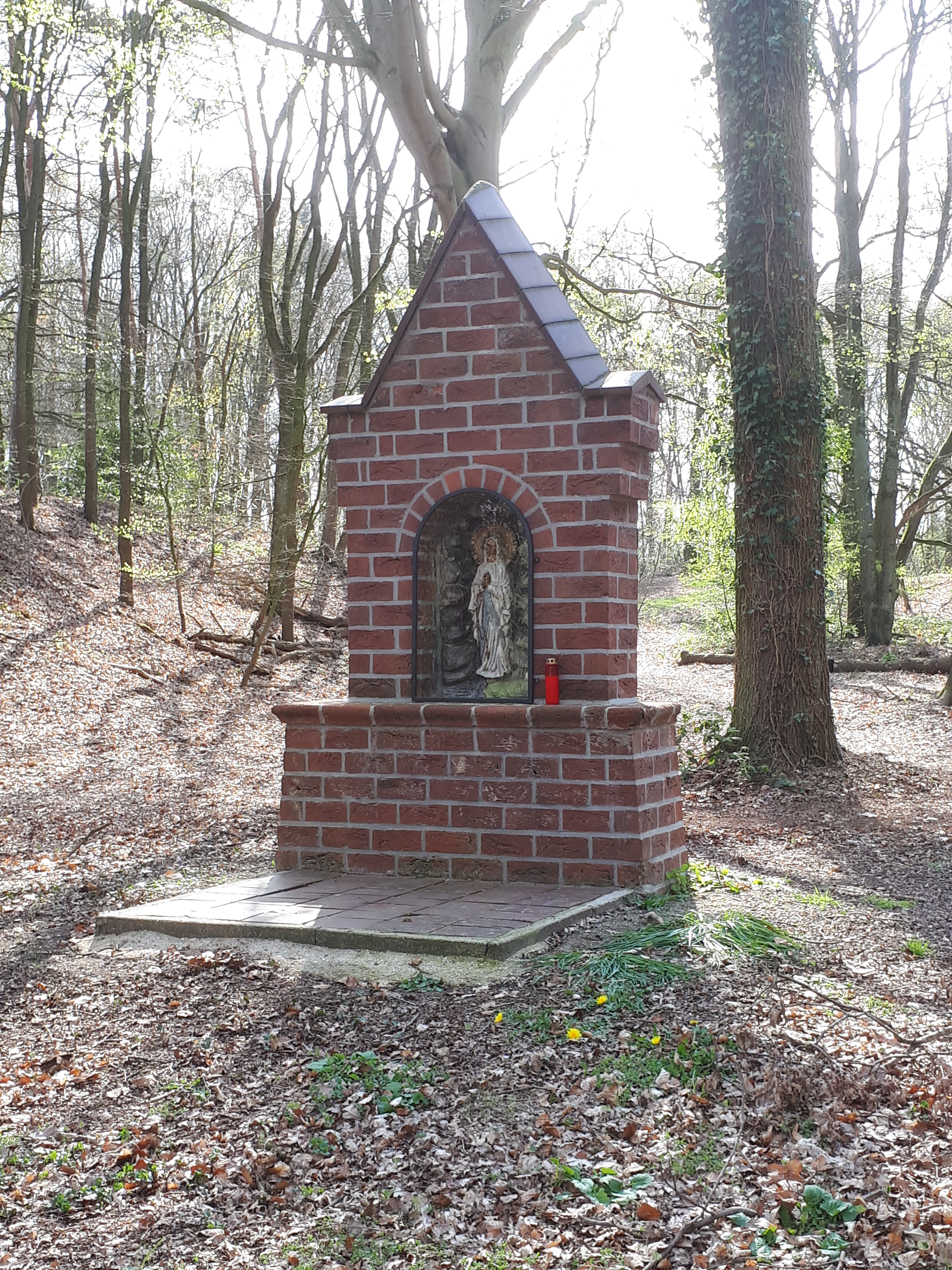
De Mariakapel

De Mariakapel is een kapel in Grubbenvorst in de Nederlands Noord-Limburgse gemeente Horst aan de Maas. De kapel staat aan de St. Jansweg vlakbij waar deze uitkomt op de Venloseweg ten zuiden van het dorp.
De kapel is gewijd aan Maria.

## Gebouw
De niskapel is opgetrokken in baksteen en bestaat uit een breder voetstuk met daarbovenop een (smallere) muur. De muur eindigt aan de bovenzijde als puntgevel met verbrede aanzet en schouderstukken, gedekt door tegels als een zadeldak. Boven de sokkel is in de muur een rondboogvormige nis aangebracht die wordt afgesloten met een glazen deurtje. In de nis bevindt zich een Mariabeeld dat onderdeel is van een reliëf. Het toont Maria in biddende houding met haar handen samengevouwen, terwijl ze om haar rechter arm een rozenkrans draagt. Rond haar hoofd heeft ze een geelkleurig aureool met op de rand een tekst aangebracht:

Je suis l'immaculée conception(Ik ben de Onbevlekte Ontvangenis)